# Thunberg (fartyg)
Thunberg levererades 1853 från Motala Warf i Norrköping till Ångbåts Bolaget Stockholm-Göteborg. Skrovet var av järn.
| Fartygsdata                              | MV:s förteckning lev prod |
| ---------------------------------------- | ------------------------- |
| Längd öa                                 | 105,58 fot                |
| Bredd                                    | 19,00 fot                 |
| Höjd köl-underkant reling midskepps      | 12,75 fot                 |
| Höjd köl-underkant däckets bordvartskant | 9,87 fot                  |

Fartyget var utrustat med en tvåcylindrig vinkelångmaskin, maskin nr 97, om 70 nom hk tillverkad vid Motala Verkstad i Motala.

## Historik
- 1853	Fartyget levererades till Ångbåts Bolaget Stockholm-Göteborg. Kontrakterad  	byggkostnad var 87 000 rdr rmt.
- 1865	Fartyget köptes av ingenjör W Lindberg som sålde fartyget vidare till Öresunds  	Ångbåts Bolag.
- 1925	Fartyget sjönk.